# Pólai rajtaütés
A pólai rajtaütés az Olasz Királyi Haditengerészet két tisztje által 1918. november 1-jén végrehajtott haditengerészeti akció volt az isztriai Pólai-öbölben horgonyzó osztrák-magyar flotta megrongálására. A SMS Viribus Unitis csatahajó elsüllyesztése már a fegyverszünet kihirdetése után történt.

## Előzmények
Póla kikötője az első világháború kezdetétől az Császári és Királyi Haditengerészet legjobban védett támaszpontja, egyben az olasz haditengerészet egyik elsődleges célpontja volt, különösen miután világossá vált, hogy az osztrák-magyar haditengerészet taktikája az volt, hogy állandóan a kikötőben maradva, harcba nem bocsátkozva rettentse el az ellenséget. Az olaszok a háború során többször is megpróbáltak behatolni a kikötőbe és elsüllyeszteni egy-egy hajót. Ez a stratégia először 1917 decemberében vezetett sikerre, amikor olasz kommandósok éjszaka egy úszó torpedóval behatoltak Trieszt kikötőjébe, és elsüllyesztették az SMS Wient, amelyen a legénység 46 tagja vesztette életét. 1918 februárjában pszichológiai hadviselésként a kommandósok három MAS-hajón egészen a Bakari-öböl bejáratáig, mintegy 80 km mélységben hatoltak be az osztrák-magyar felségvizekre, ahol hat torpedót lőttek ki a kikötő felé, majd a bevetésből sikeresen tértek vissza. A „bakari csíny” (olaszul: Beffa di Buccari) ugyan nem okozott kárt, de jól megmutatta az osztrák-magyar flotta sebezhetőségét a kikötőkben.

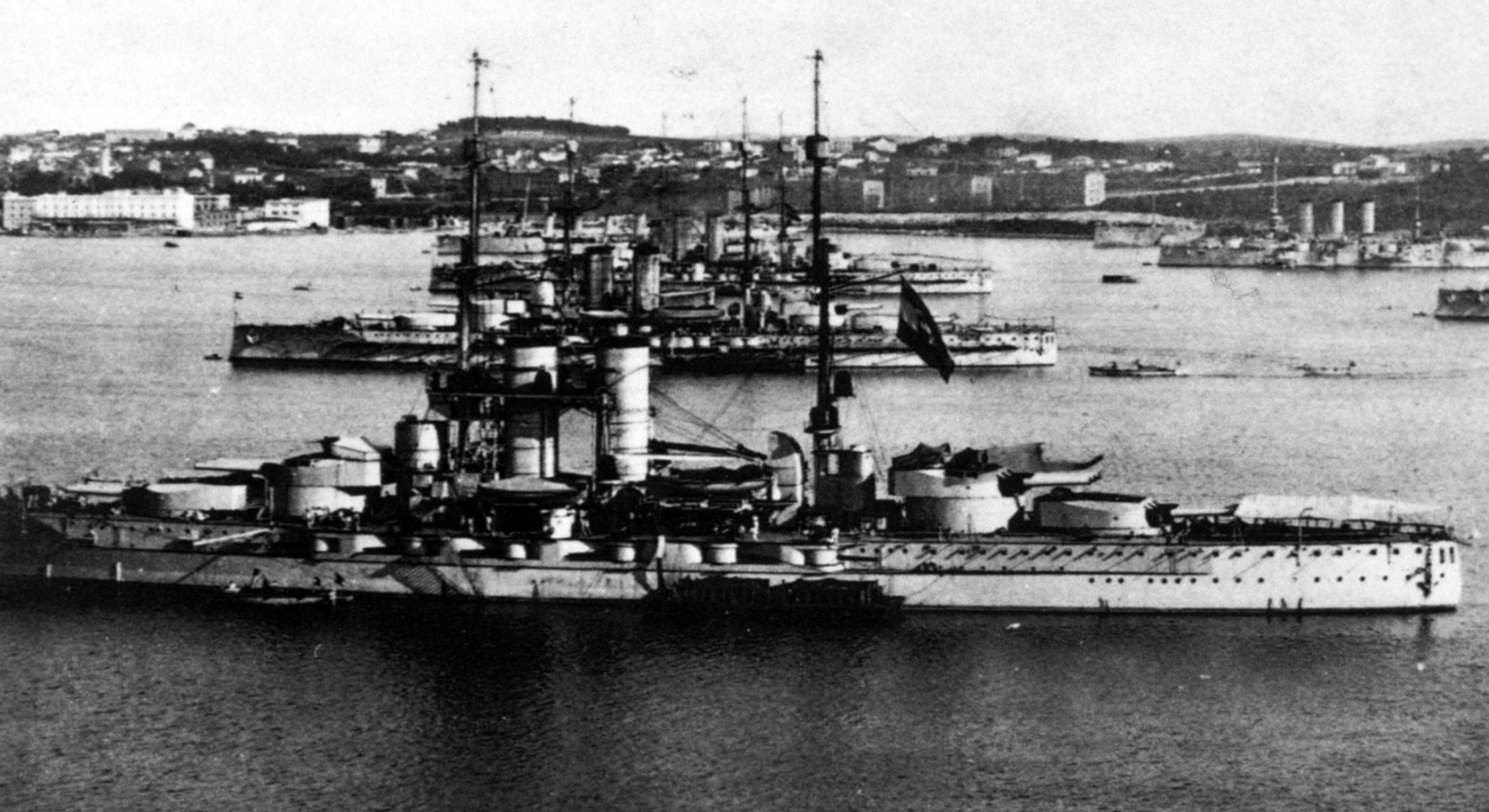
Az osztrák-magyar hadiflotta hajói a pólai kikötőben

Egy ilyen rajtaütés nehézségét elsősorban a kikötő folyamatos megfigyelése és az ellenséges egységek közeledését akadályozó különféle akadályai jelentették. A pólai kikötőbe csak kis támadó egységek segítségével lehetett behatolni, így 1918 júliusában Raffaele Rossetti hadmérnök őrnagy egy saját maga által tervezett speciális eszköz felhasználásával melyet piócának (olaszul: mignatta) neveztek, dolgozott ki egy végrehajtható tervet. A pióca egy motorral hajtott eszköz volt, amely két eszközzel volt felszerelve, melyeket akkumulátorokon elektromágnesek segítségével lehetett kioldani és a hajótestre rögzíteni. Az egyik prototípust már ugyanezen év áprilisában nagy titokban el is készítették a speziai arzenálban.
Rossetti maga akart részt venni a pólai akcióban, melyhez csatlakozott egy egészségügyi tiszt Raffaele Paolucci, aki bizonyítottan kiváló úszó volt, és aki egy ideje érdeklődött egy hasonló műveletben való részvétel lehetőségéről. Az akciót hosszú és kimerítő kiképzés előzte meg, de látva a háború közelgő végét, felgyorsították az előkészületeket, és október 31-re tűzték ki az akció időpontját. Mindeközben kiderült, hogy Ausztria-Magyarország elvesztette az első világháborút, Károly császár pedig úgy döntött, hogy megelőlegezve az antant általi lefoglalását, a flotta többi tagjával együtt átadja a Viribus Unitis csatahajót – a császári flotta zászlóshajóját – az új államszövetségnek. Azzal, hogy folttáját egy magát semlegesnek nyilvánító államra bízta, Ausztria-Magyarország elkerülte, hogy haditengerészetét az antant hatalmaknak kelljen átadnia. 1918. október 31-én Horthy Miklós tengernagy, az Osztrák-Magyar haditengerészet parancsnoka azt a feladatot kapta, hogy adja át a Pólában horgonyzó teljes hadiflottát.

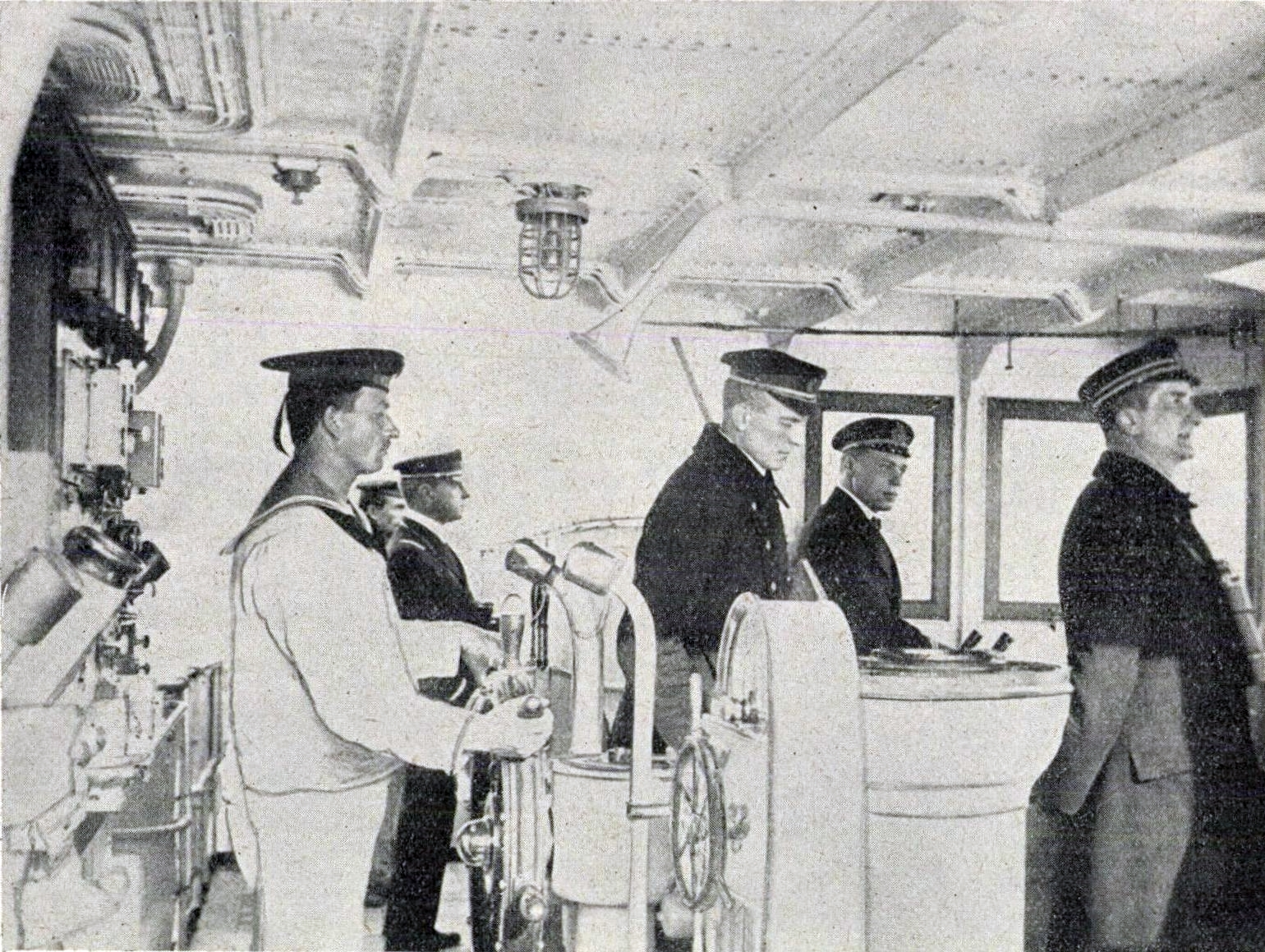
Horthy Miklós (jobb szélen) a SMS Novara parancsnoki hídján

Október 31-én késő délután egy rövid ünnepség keretében az osztrák-magyar hajókat hivatalosan is átadták a Szlovén–Horvát–Szerb Államnak, leengedték a császári zászlót, helyére piros-fehér-kék trikolór (horvát zászló) került, és a hajót átkeresztelték Jugoszláviára. I. Károly császár döntése alapján a teljes osztrák-magyar hadi- és kereskedelmi haditengerészetet a part összes kikötőjével, fegyvertárával és erődítményével együtt a Szlovének, Horvátok és Szerbek Nemzeti Tanácsa képviselőinek adták át. Az átadást a császár megbízásából Horthy Miklós ellentengernagy, az osztrák-magyar flotta főparancsnoka végezte. Kívánsága szerint az átadás pontosan 16 órakor kezdődött a Viribus Unitis parancsnoki hajón Póla kikötőjében. A pólai kikötőben utoljára játszották el a császári himnuszt, miközben az osztrák-magyar zászlót leengedték az árbocról, és az újonnan átnevezett Jugoszlávia csatahajón felvonták a horvát zászlót.
Miután a hadiflottát átadták a Nemzeti Tanácsnak, horvátok, szlovének és mások, tengerészek és polgárok ezrei kezdték el énekelni a Lijepa naša domovinó-t és más hazafias dalokat a kikötőben. Csak horvát, cseh és szlovén tengerészek maradtak a pólai kikötőben és a hajókon. Miközben a horvát himnusz szólt, horvát zászlókat, valamint néhány szerb és szlovén zászlót vontak fel a hajó árbocaira Ezzel az ünnepélyes aktussal a flotta a Szlovén–Horvát–Szerb Állam tulajdonába került. Amíg horvátok és más szlávok énekeltek, a magyarok, németek, osztrákok és sokan mások sietve távoztak a hajókról, mondván, hogy számukra is eljött a háború vége. Még aznap délután a Szlovének, Horvátok és Szerbek Nemzeti Tanácsa (SHS) által előző nap kinevezett kapitány, Janko Vuković Podkapelski vette át az egykori osztrák-magyar flotta parancsnokságát. A flottaparancsnokság táviratban tájékoztatta Franciaország, Nagy-Britannia, Olaszország, az USA és Oroszország kormányát, amelyben közölték, hogy az SHS állam egyik említett országgal sem áll háborúban, és a Nemzeti Tanács átvette az egész osztrák-magyar haditengerészetet.

## A támadás

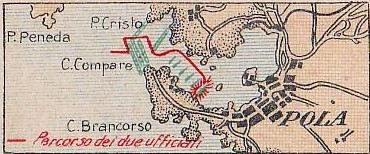
Az akció sematikus tervrajza

A megelőző eseményekről mit sem tudva, olasz tengerészek két torpedónaszád kíséretében, két torpedóval felfegyverzett motorcsónakjukon (MAS) már október 31-én éjjel elindultak Velencéből. A pólai kikötő bejárata előtt néhány mérfölddel az isztriai vizekre érve a torpedónaszádok visszavonultak, és az egyik MAS felvontatta a piócát néhány száz méterre a külső kikötői védőgáttól. 22 óra 18 perckor két olasz tiszt a pólai kikötő felé irányította a piócát, miközben a MAS eltávolodott arra a pontra, ahol megegyeztek, hogy találkoznak az akció után.

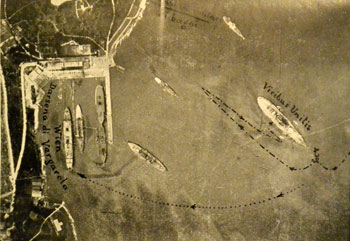
A pólai kikötő légifényképe a szabotőrök mozgásával

A cél megközelítése összetett és kockázatos volt: Rossettinek és Paoluccinak át kellett vinnie a motoros piócát az akadályokon (külső akadályok és három sor háló), és kerülnie kellett az intenzív osztrák ellenőrzést. A két szabotőr észrevétlenül elhaladt a gátőrök, a járőrhajók és egy működő tengeralattjáró előtt, és hajnali háromkor megérkezett a lehorgonyzott hajók közelébe. Csak 1918. november 1-jén hajnali 4 óra 45 perc körül, több mint hat óra vízben töltött idő után sikerült a két bátor tisztnek néhány tíz méterre elhelyezkednie a Viribus Unitis csatahajótól. Rossetti levált a piócáról, és a két eszköz egyikével megközelítette a csatahajó törzsét, miközben a tiszt a tengeri áramlatok miatt rosszul kormányzott pióca kormányánál maradt. Hajnali 5:30-kor a 200 kg-os robbanóanyagot végül rögzítették a vízvonalon, és 6:30-ra programozták, de amikor Rossetti visszatért Paolucciba, mindkettőjüket megvilágította a fénycsóva, és azonnal felfedezték őket. Az elfogás előtt Paoluccinak még sikerült felrobbantania a második robbanószerkezetet, míg Rossetti elsüllyesztette a piócát, amely kormányzás nélkül sodródott, mígnem a rövid távolságra horgonyzó Wiena gőzhajó közelében meg nem állt, majd végül elsüllyedt.
Mindkettőjüket a Viribus Unitis fedélzetére hurcolták, ahol megtudták, hogy az éjszaka folyamán az osztrák főparancsnokság átadta a pólai flottát a jugoszlávoknak, és a hajó már nem osztrák-magyar lobogó alatt közlekedik. Az olaszok csak reggel hat órakor mondták meg Vuković kapitánynak, hogy a csatahajó bármelyik pillanatban felrobbanhat, aki azonnal megparancsolta mindenkinek, hogy hagyja el a hajót, és helyezze át a foglyokat Tegetthoff testvérhajójának fedélzetére. Mivel a jelzett időben nem volt robbanás, a legénység fokozatosan visszatért a hajóhoz. Már nem hitték el a két olasz kijelentését, mígnem 6 óra 44 perckor valóban robbanás történt, és a csatahajó az oldalára dőlve rohamosan süllyedni kezdett. Az akció így mintegy 300 áldozattal és eltűnttel zárult, köztük volt Vuković parancsnok is, akit egy lezuhanó árboc sújtott halálta, miközben a hullámok között úszva próbálta menteni magát. Emlékére emléktáblát állítottak Pólán.

## Az áldozatok száma

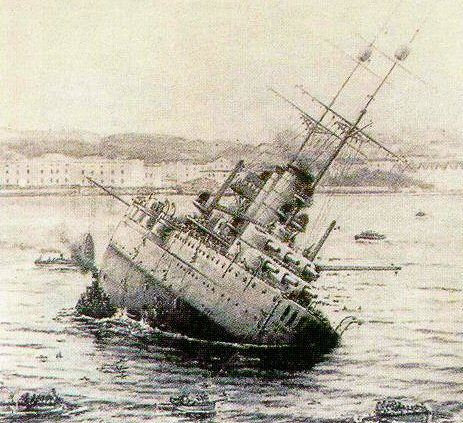
A süllyedő SMS Viribus Unitis

Másnap a Polaer Tagblatt pólai napilap azt közölte, hogy a személyzet és a legénység többségének sikerült megmenekülnie, és a veszteségek nem nagyok. Henry Baerlein Jugoszlávia létrejöttéről szóló, 1920-ban megjelent könyvében 50 áldozatot közöl. A későbbi szakirodalom 250, 300, sőt 400 halottat közöl. A Viribus Unitis teljes legénysége 1064 fős volt, de mivel a hajót a haditengerészet feloszlásának, a fegyelmezetlenségnek és a rend fellazulásának, valamint a nyilvántartás megszűnésének kaotikus körülményei között süllyesztették el, nehéz megállapítani, hogy az elsüllyedéskor ténylegesen hány tengerész volt fedélzeten. Bizonyos számú holttestet a pólai haditemetőben temettek el. Vuković holttestét nem találták meg.

## Következmények

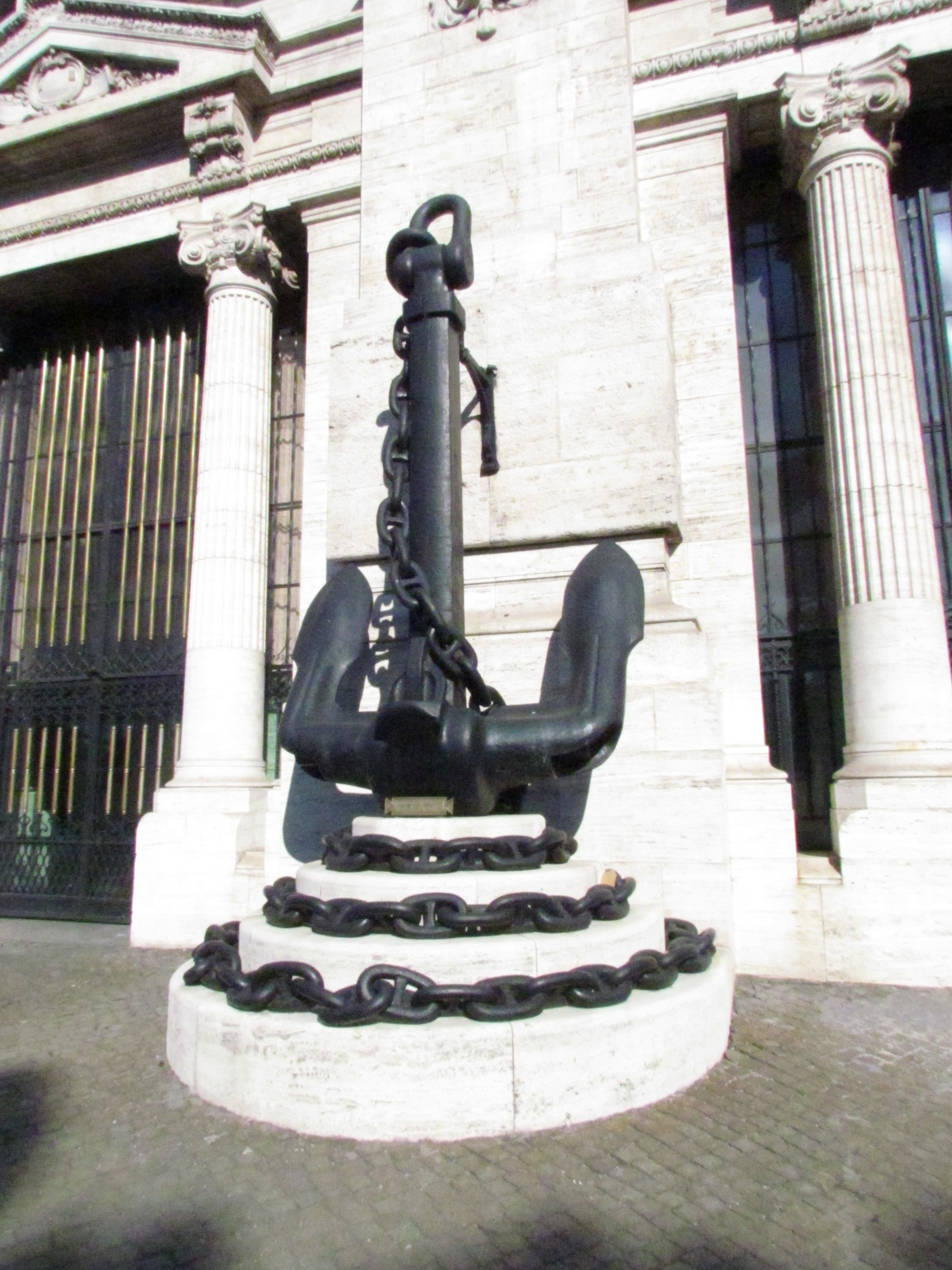
A Viribus Unitis egyik horgonya a római a római Palazzo della Marina előtt

Az állam és a haditengerészet felbomlásának és az Isztria nemzeti hovatartozásának kaotikus körülményei között a pólai néptanács és a szláv tengerészek azt gyanították, hogy a hajó elsüllyedését osztrák tisztek szabotázs okozta, akik nem fogadták el a haditengerészet átadását az SHS államnak. Hamarosan sok osztrák-magyar tengerésztisztet tartóztattak le, bocsátottak el és hurcoltak meg az utcákon, amíg nem tisztázták a helyzetet. Az SHS flotta új parancsnokává a szlovén Ćiril Metod Koch, volt osztrák-magyar fregattkapitányt nevezték ki. A legénység elvesztése tovább súlyosbította a képzett személyzet és általában a tengerészek hiányát, amellyel az új haditengerészet szembesült, így Koch nem tudott eleget tenni a zágrábi néptanács kérésének és nem tudott elhajózni Korfura, ahol a baráti francia tengerészeti küldöttség állomásozott, hogy íly módon adja át a flottát az antantnak anélkül, hogy fennállna annak a veszélye, hogy az olaszok önkényesen elfoglalják.
A villa Giustiban létrejött fegyverszünetet, amellyel Ausztria-Magyarország letette a fegyvert az olaszok előtt, csak két nappal később, 1918. november 3-án írták alá, és másnap lépett hatályba. November 5-én az olasz haditengerészet elfoglalta Póla kikötőjét, és az olasz partraszállásnak köszönhetően kiszabadult Rossetti és Paolucci is – akiket még az egykori osztrák hadihajón tartottak fogva. A sikeres és merész rajtaütésért Rossettit 650 000 lírával jutalmazták, amelyet Vuković flottaparancsnok özvegyének és fiának adott át, katonai érdemeikért pedig aranyéremmel jutalmazták:
A korvett kapitánya, Marijan Polić a flotta egy részével dél felé próbált hajózni és így megőrizni azt az új állam számára. Az olaszok megtévesztése érdekében amerikai zászló alatt hajózott Splitbe, ahol flottilláját átadta az amerikai haditengerészetnek. Hamarosan az Olasz Királyság elfoglalta az Isztria, Fiume és Dalmácia nagy részét, mígnem az 1920-as rapallói szerződés lezárta a Jugoszlávia és Olaszország közötti határvitát. A volt osztrák-magyar flottát az antant erők osztották fel egymás között, az új jugoszláv állam pedig csak régi torpedóhajókat és néhány segédhajót kapott.

## A maradványok

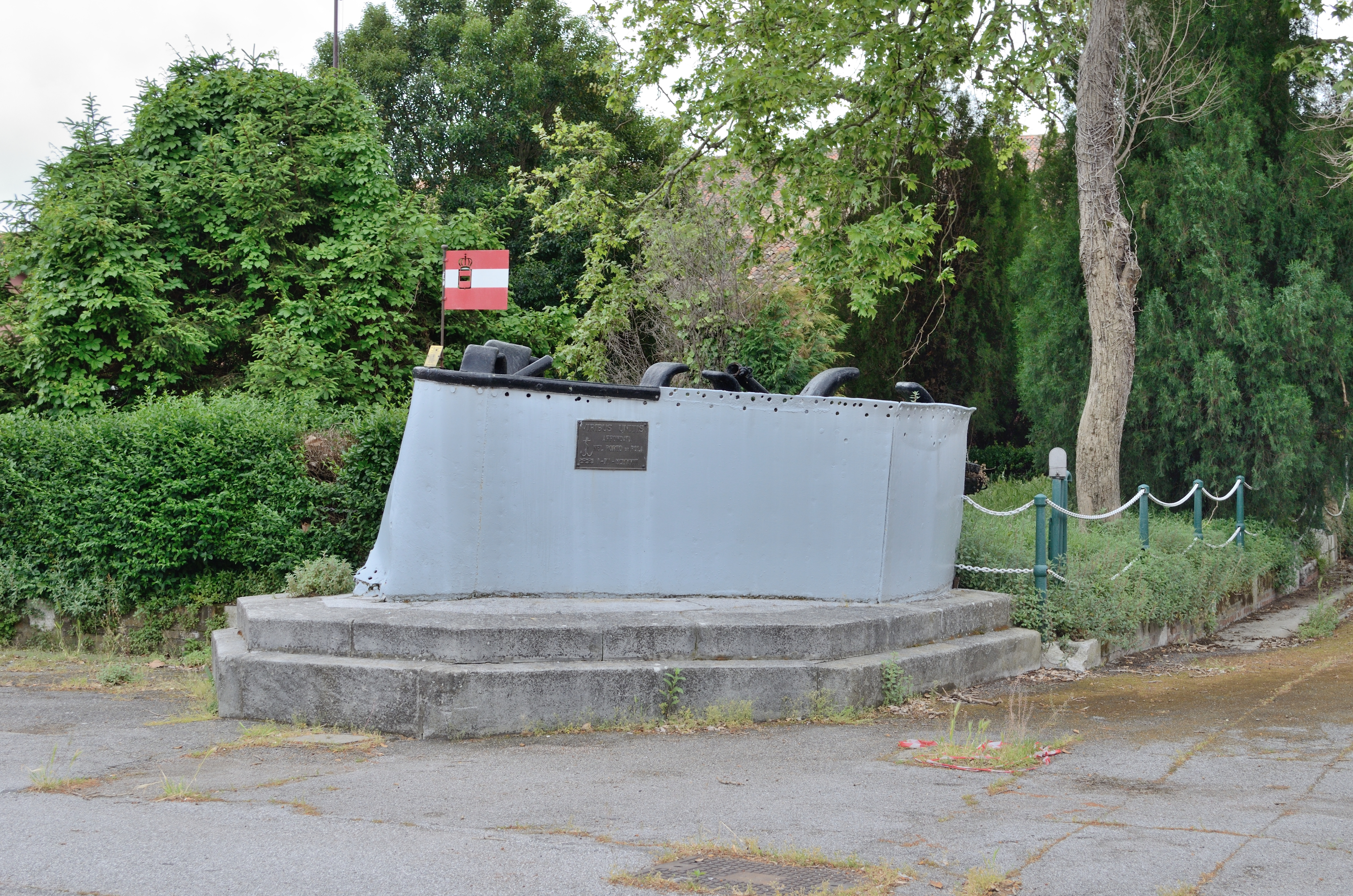
A Viribus Unitis orrának része a velencei arzenálban

A két Viribus Unitis-horgony közül az egyik a velencei Tengerészettörténeti Múzeum bejáratánál, a másik pedig a római olasz haditengerészet minisztérium bejáratánál van kiállítva. A hajó orrának egy részét kivágták, és a velencei arzenálban kiállították.
A hajó elsüllyedését Vittorio Pisani olasz festő festette meg.
2011-ben a Viribus Unitis parancsnoki hajó elsüllyedésének helyén emléktáblát helyeztek el a tengerfenéken. Az ünnepségen részt vett a fegyveres erők és a horvát haditengerészet vezetősége, valamint Ivo Josipović horvát elnök.
November 1-jén, az első horvát zászló alatt hajózó hadihajó tragikus sorsára és Vuković ellentengernagy hősiességére emlékezve a horvát haditengerészet, valamint a haditengerészeti és a tiszti egyesületek delegációi koszorúkat helyeztek el a tengerben az elsüllyedés helyén, Póla kikötőjében. A maradványok ma még mindig akadályozzák a tengerjáró hajókat abban, hogy biztonságosan kikössenek a kikötőben.

## Fordítás
- Ez a szócikk részben vagy egészben  a   Prepad na Pulu című horvát Wikipédia-szócikk ezen változatának fordításán alapul.  Az eredeti cikk szerkesztőit annak laptörténete sorolja fel. Ez a jelzés csupán a megfogalmazás eredetét és a szerzői jogokat jelzi, nem szolgál a cikkben szereplő információk forrásmegjelöléseként.